# Job Control Language
Job Control Language (JCL) – język opisu zadań, jest zbiorem wyrażeń (poleceń), które są przekazywane do systemu, aby wykonać program, podążając według pewnych instrukcji wyjściowych i wejściowych. Takie wyrażenia przekazują systemowi, gdzie znajdują się odpowiednie wejścia i jak należy przetworzyć owo wejście (uruchomienie programu) i co z rezultatem działania programu. Job pozwala na wykonanie zadania (zadań) w tle pracy systemu.

## Wyrażenia
Występuje 18 klas wyrażeń dla JCL: JOB, EXEC, DD, PROC, PEND, COMMENT, NULL, DELIMITER, OUTPUT, JCL COMMAND (obsługiwany przez JES2), CNTL, ENDCNTL, COMMAND, IF/THEN/ELSE/ENDIF, INCLUDE, JCLLIB, SET, XMIT (obsługiwany przez JES3).
Najważniejszymi wyrażeniami z powyższych klas są:
JOB, EXEC, DD.
- JOB - to wyrażenie musi znajdować się na początku każdego job i określa przetwarzane informacje. Przykład użycia wyrażenia JOB:

```
//jobname JOB positionals,keywords

----

//MOJJOB1 JOB (ACCT),'USER.U',CLASS=A

```

Inne parametry, które może przyjmować wyrażenie JOB: REGION, NOTIFY, USER, TYPRUN, CLASS, MSGCLASS, MSGLEVEL.
- EXEC (EXECUTE) - to wyrażenie musi występować na początku każdego step, definiuje, jaki program lub procedurę należy uruchomić, dostarcza parametrów. W każdym job może znajdować się maksymalnie 255 step.

```
//stepname EXEC positional,keywords

----

//STEP1 EXEC PGM=(executable program name or a JCL procedure name(PROC=)) 

```

- DD (Data Description) - wyrażenie opisujące wejścia/wyjścia (input/output) data sets i ich własności. Wyrażenie DD zazwyczaj występuje po wyrażeniu EXEC.

```
//ddname DD ...

----

//INDD1 DD ...
//OUTDD1 DD ...

```

Jobname, stepname, ddname powinny być unikatowe, maksymalna długość wynosi 8 znaków, positional i keyword są to parametry.
Przykładowy fragment zadania wykorzystujący powyższe wyrażenia:
```
 000100 //MOJJOB1 JOB NOTIFY=&SYSUID,CLASS=A
 000110 //STEP1 EXEC PGM=IEFBER14
 000120 //DD1 DD DSN=TEST.ALOTEST1.PDS,DISP=(NEW,CATLG,CATLG),
 000130 //  LIKE=TEST.ALOTEST.PDS
...

```

## Podstawowe zasady kodyfikacji w JCL
- Wyrażenia JCl zaczynają się w 1 kolumnie i poprzedzone są // na początku linii.
- Linie komentarzy rozpoczynają się od //*
- Od 1 do 71 kolumny umieszczamy kod
- Przecinek na końcu wyrażenia świadczy o kontynuacji poprzedniej linii, kontynuacja musi się zaczynać pomiędzy 4 a 16 kolumną
- W przypadku gdy na początku linii tylko występuje // świadczy to o końcu zadania

## Narzędzia JCL
JCl korzysta z pewnych narzędzi, które wspomagają przetwarzanie danych. Narzędzia te pozwalają na kopiowanie, tworzenie, usuwanie zestawów danych oraz wykonywanie na nich wszelkich operacji, dzieli się je na narzędzia systemowe i zestawów danych. 

### Narzędzia systemowe
- ICKDSF
- IEHINITT
- IEHLIST
- IEHMOVE
- IEHPROGM

### Narzędzia zestawów danych
- IDCAMS
- IEBCOMPR
- IEBCOPY
- IEBDG
- IEBEDIT
- IEBGENER
- IEBIMAGE
- IEBISAM
- IEBPTPCH
- IEBUPDTE

- IEFBR14